# Самуель Фейхоо
Самуель Фейхоо (ісп. Samuel Feijóo; 31 березня 1914, Сан-Хуан-де-лос-Ерас, Лас-Вільяс, Куба — 14 липня 1992, Вілья-Клара, Куба) — кубинський письменник і художник, який спеціалізувався на живописі та ілюстраціях.

## Кар'єра
Фейоо — художник-самоук. В 1960 — промоутер руху популярних художників у Лас-Вільясі, Куба.
1969 р. — віце-президент Союзу письменників і художників Куби (UNEAC) у Лас-Вільясі.
1971 р. — директор відділу публікацій та редактор в Центральному університеті Лас-Вільяса, а також засновник та директор журналу «Signos» Центрального університету Лас-Вільяса.
1961 р. — виставив свої роботи на виставці «Самуель Фейхоо: малюнки, акварелі та офорти» в Національній бібліотеці Хосе Марті в Гавані. В 1974 р. — провів виставку під назвою «Feijóo / Cuba» у музеї Кунст-Сількеборг у місті Сількеборг, Данія; а в 1978 р. — його виставку Samuel Feijóo. Kokoriokos Kakafuakos було показано у «Каса-де-ла Культура де Плаза» в Гавані.
1977 р. — представив свої картини на церемонії «50 Años de la Revista de Avance» в Національному музеї образотворчих мистецтв у Гавані, в 1984 р. — представляв картини на бієнале в Гавані в тому ж музеї; в 1986 р. — на виставці «Künstler aus Kuba у Galerie Junge Künstler» в Берліні. В 1991 р. — його виставка під назвою «Майстри кубинського живопису» була показана в «Centro Provincial de Artes Plásticas y Diseño» в Гавані.